# Ingrid Lieten
Ingrid Lieten (Hasselt, 20 aprile 1964) è una politica belga fiamminga, membro del Partito Socialista Differente.

## Biografia
Ha studiato giurisprudenza alla Vrije Universiteit Brussel e divenne avvocato presso il barreau di Bruxelles e Hasselt. Un paio di anni dopo, ha conseguito un master in Ubicazione e sviluppo industriale.
Il 1º gennaio 2002, Lieten è diventata CEO di De Lijn, compagnia di autobus nazionale fiammnga. Ha lasciato la compagnia nel 2009. Il 13 luglio 2009, è stata nominata Ministro dell'Innovazione, dell'Investimento Pubblico, dei Media e della Riduzione della Povertà nel Governo fiammingo per conto del suo partito, il Partito Socialista Differente (sp.a). È anche vice-premier fiammingo, insieme al politico N-VA Geert Bourgeois.
Nel febbraio 2011, Lieten ha suscitato scalpore nel governo fiammingo, dopo aver chiamato i suoi colleghi ministri "caricature insensibili fatte di teflon e cemento" in una e-mail trapelata.